# Tipulodina thaiensis
Tipulodina thaiensis är en tvåvingeart som först beskrevs av Alexander 1974.  Tipulodina thaiensis ingår i släktet Tipulodina och familjen storharkrankar.
Artens utbredningsområde är Thailand. Inga underarter finns listade i Catalogue of Life.